# 复龙镇
复龙镇，是中华人民共和国四川省宜宾市叙州区曾经下辖的一个镇。2019年8月，撤销复龙镇，将其所属行政区域划归横江镇管辖。

## 行政区划
复龙镇撤销前下辖以下地区：
复龙社区、义兴村、润坝村、庆高村、马林村、太阳村、米库村、田坝村、西牛村、清溪村、冠英村、春天村、永安村、花果村和松峰村。